# Eperrais
Eperrais är en kommun i departementet Orne i regionen Normandie i nordvästra Frankrike. Kommunen ligger i kantonen Pervenchères som tillhör arrondissementet Mortagne-au-Perche. År 2018 hade Eperrais 115 invånare.

## Befolkningsutveckling
Antalet invånare i kommunen Eperrais
| Referens: INSEE |